# Паєво-Велике
Паєво-Велике (пол. Pajewo Wielkie) — село в Польщі, у гміні Ґолимін-Осьродек Цехановського повіту Мазовецького воєводства.
Населення — 88 осіб (2011).
У 1975-1998 роках село належало до Цехановського воєводства.

## Демографія
Демографічна структура станом на 31 березня 2011 року:
|          | Загалом | Допрацездатний вік | Працездатний вік | Постпрацездатний вік |
| -------- | ------- | ------------------ | ---------------- | -------------------- |
| Чоловіки | 49      | 9                  | 37               | 3                    |
| Жінки    | 39      | 9                  | 23               | 7                    |
| Разом    | 88      | 18                 | 60               | 10                   |